# ブライアン (小惑星)
ブライアン (2488 Bryan) は、小惑星帯の小惑星である。インディアナ小惑星計画によりゲーテ・リンク天文台で発見された。
インディアナ大学の第10代学長（1902年 - 1937年）を務めた、ウィリアム・ローウェ・ブライアン (William Lowe Bryan) に因んで名付けられた。